# Ziegelstadel (Aufhausen, Sünching)
Ziegelstadel ist ein Ort im Oberpfälzer Landkreis Regensburg (Bayern) zwischen Niederhinkofen und Haidenkofen.

## Gemeindeteil von Aufhausen
Von den vier Wohngebäuden (Stand 2019) liegt das westlichste Anwesen in der Gemarkung Niederhinkofen. Diese Einzelsiedlung ist ein amtlich benannter Gemeindeteil von Aufhausen.

## Gemeindeteil von Sünching
Drei Wohngebäude mit insgesamt neun Einwohnern (Stand: 31. Dezember 2017) liegen in der Gemeinde Sünching. Dieser Weiler ist in der Gemeinde Sünching kein amtlich benannter Gemeindeteil, sondern ist hier zu Haidenkofen gehörig.
Bis etwa 1890 befand sich dort eine Ziegelbrennerei der in Sünching ansässigen Grafen von Seinsheim.